# Joseba Beloki

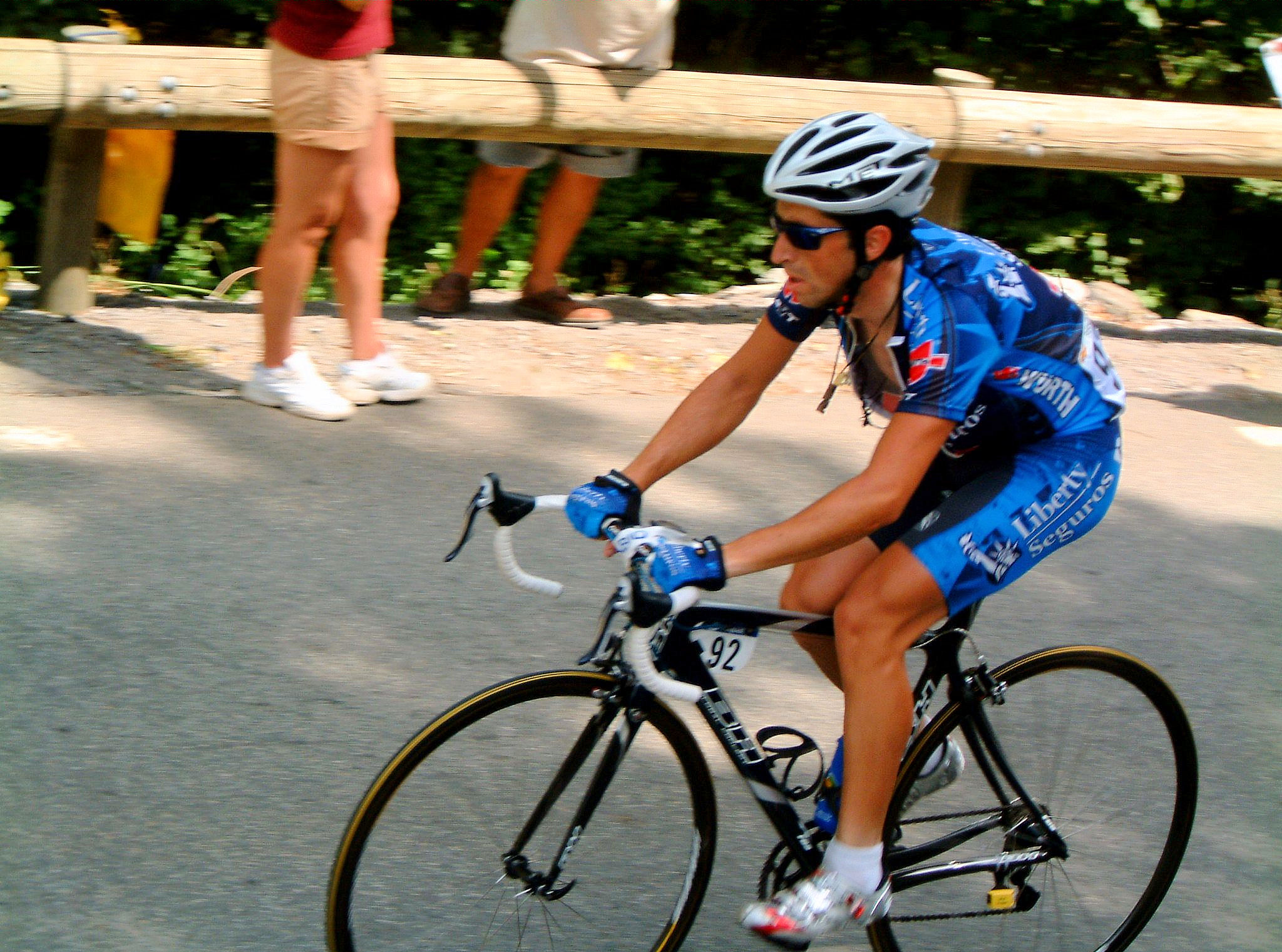
Joseba Beloki im Trikot von Liberty Seguros-Würth auf der 15. Etappe der Tour 2005 am Anstieg zum Col de Peyresourde.

Joseba Beloki Dorronsoro (* 12. August 1973 in Lazkao) ist ein ehemaliger spanischer Radrennfahrer.

## Leben
Er begann seine Profi-Karriere 1998 im baskischen Rennstall Euskadi. 2000 bekam er einen Vertrag bei Festina und fuhr auf den 3. Platz bei der Tour de France. Seitdem gehörte er zu den besten Rundfahrern der Welt und wurde im Trikot von ONCE noch einmal Dritter (2001) und sogar einmal Zweiter (2002, durch den nachträglichen Tour-Ausschluss von Lance Armstrong sogar de facto Erster, obwohl der Siegerplatz ausdrücklich nicht nachbesetzt wurde) der Tour de France. Außerdem wurde er 2002 Dritter der Vuelta a España und gewann 2001 die Katalonien-Rundfahrt.
Auf der 9. Etappe der Tour de France 2003 stürzte Beloki auf einer Abfahrt durch das Lösen seines aufgeklebten Reifens von der Felge des Hinterrades und brach sich den Oberschenkelhals. Daraufhin fiel er in ein großes Formtief und wechselte mehrmals ohne Erfolg das Team. Ab 2005 fuhr er für das spanische Team Liberty Seguros, dessen sportlicher Leiter Manolo Saiz jedoch im Mai 2006 wegen des Erwerbs von Dopingmitteln festgenommen wurde. Der Sponsor Liberty sprang daraufhin ab, das Team wurde geschlossen. Im Rahmen des Dopingskandals 2006 wurde er einen Tag vor dem Start von der Tour de France ausgeschlossen. Danach hat Beloki seine aktive Karriere beendet.

## Erfolge
2000
- eine Etappe Tour de Romandie
- eine Etappe und Gesamtsieger Asturien-Rundfahrt
- Gesamt-Dritter Tour de France

2001
- drei Etappen und Gesamtsieger Katalonien-Rundfahrt
- Gesamt-Dritter Tour de France

2002
- Escalada a Montjuïc
- eine Etappe Euskal Bizikleta
- Gesamt-Zweiter Tour de France
- Gesamt-Dritter Vuelta

2003
- eine Etappe und Gesamtsieger Clásica Alcobendas
- eine Etappe Euskal Bizikleta

## Teams
- 1996–1997: Construcciones ACR-Sky Blue
- 1998–1999: Euskadi
- 2000: Festina
- 2001–2003: ONCE
- 2004: Brioches La Boulangère (bis 01.08.) / Saunier Duval-Prodir (ab 01.08.)
- 2005–2006: Liberty Seguros-Würth